# Bdellocephala
Bdellocephala is een geslacht van platwormen uit de familie Dendrocoelidae.
De wetenschappelijke naam van het geslacht is voor het eerst geldig gepubliceerd door Johannes Govertus de Man in 1875. De naam is afgeleid van de woorden bdella (bloedzuiger) en cephala (kop).
De Man richtte het geslacht op voor de zoetwatersoort Planaria bicornis Gmelin, omdat die "door haar uitwendig voorkomen zoo van de overige hier opgenoemde Planariadae [afwijkt]". Bdellocephala bicornis was volgens hem tot dan toe enkel in Nederland aangetroffen. De geaccepteerde naam voor deze soort is thans Bdellocephala punctata of schele engerd. Deze platworm staat op de Nederlandse Rode Lijst Platwormen.